# 合同会社
合同会社（ごうどうがいしゃ）は、日本における会社形態の1つである。アメリカ合衆国各州の州法で認められる「LLC (Limited Liability Company) 」をモデルとして導入されたので、日本版LLCとも呼ばれる。

## 概要
合同会社のすべての社員は、株式会社の株主と同様に、会社の債務について有限責任である（会社法576条4項参照）。このことは、合名会社の全社員および合資会社の無限責任社員が会社の債務について無限責任を負うこと（同条2項、3項参照）と対照的である。
出資と経営が株主と取締役に分離し意思決定機関が事項によって異なる株式会社に対し、合同会社をはじめとする持分会社は出資と経営が一体である。そのため、内部関係・意思決定手続の設計が簡易で、合同会社は社員全てが有限責任であることから、新規設立が認められなくなった有限会社に代わり小規模事業の法人化に利用されることが多い。また、外国企業の日本法人設立に用いられたり、証券化の際の受け皿としても利用されたりする。
会社法の施行によって最低資本金制度が撤廃され、株式会社形態で事業を法人化する障壁も下がったが、法人登記費用など設立費用は合同会社が有利である（後述）。
「合同会社」という名称は、会社法制定に関する法制審議会の議事録によれば特段に積極的な意味はなく、単に従来からある合名会社・合資会社に「合」の字を揃える意図から選ばれたに過ぎず、社員（=出資者）1名のみでも設立可能である。
以下、会社法については条数のみ記載する。

## 表記方法
合同会社において、法人名を英文表記する場合に「...... LLC」として使用される例もあり、定款に英文社名を記載する際にも使用できる。
LLC 以外では、西友や旧EMGマーケティングのように、Godo Kaishaの略「GK.」や「G.K.」を用いる法人もある。

## 歴史
2006年（平成18年）5月1日に施行された会社法で新たに設けられた会社形態で、国税庁の2014年（平成26年）度の調査で約39,400社が存在する。
2006年4月30日までは、商法の旧第二編が規定していた株式会社・合名会社・合資会社と、有限会社法が規定していた有限会社の4種類の会社形態があったが、新たな会社法は、旧来の株式会社および有限会社(特例有限会社)を統合した株式会社と、合名会社・合資会社および新設の合同会社を包含する持分会社の2種の会社類型に整理した。
制度開始から1年で約5,000社が設立され（合資会社は年約1,600社、合名会社は年約100社）、年を追うごとに設立数は増え、2014年（平成26年）度には約19,800社が設立されるまでになった（株式会社は約86,000社）。
現在、合同会社は設立がとても簡単なので、個人事業主の「法人成り」だけでなく、大企業、大学・研究機関等が参画するものまで、さまざまな規模の共同事業や子会社事業・ベンチャー事業などで「合同会社」の形態が利用されている。
また、Google、Apple、Amazon、ワーナーブラザースジャパン、などの外資系企業の日本法人も従来の「株式会社」から「合同会社」に組織変更している。

## 略記
合同会社の略記は「（同）」、銀行口座のカナ略称には「（ド）」が使われる。金融機関のシステムによっては法人略称が存在せず、「ゴウドウガイシャ ＊＊」として登録されている法人口座も存在する。
旧来の会社法の下で、「（合）」は合名会社と合資会社を区別できないために2文字目の「（名）」「（資）」が使われていたことに倣い、合同会社は「（同）」となっている。

## 合同会社の特徴
合同会社の特徴は、以下のとおりである。

### 持分会社としての特徴
持分会社は、相互に人的信頼関係を有し、日常的に会合できる少人数の者が出資して共同で事業を営むことを予定した会社類型であり、以下の特徴を持つ。したがって、合名会社・合資会社・合同会社に共通する。
- 会社の内部関係（社員相互間および会社・社員間の法律関係）の規律は、原則として定款自治が認められ、その設計が自由である。株式会社の取締役・執行役のような機関は置かれず、原則として全社員が自ら会社の業務執行に当たる（590条第1項）。定款の定めによって業務を執行する社員を（さらにその中で会社を代表する社員を）限定することも可能である。
- 株式会社は、会社の最高意思決定機関（株主総会）の構成員の地位（株主）と、会社の業務を執行し会社を代表する機関（取締役・代表取締役等）は分離しているが、両者が原則的に分離していない所有と経営が一致している人的会社が、持分会社（合名会社・合資会社・合同会社）の社員である[3]。
- 原則として定款の作成・変更には全社員の一致を要する（575条、637条）。つまり、社員一人一人がこれらの事項について拒否権を有していることになる（株式会社の場合、非公開会社でも株主総会の特別決議で定款を変更できる）。
- 社員の持分の譲渡、新たな社員の加入も他の社員全部の同意を必要とする（585条、604条 第2項）（株式の譲渡は非公開会社では自由、譲渡制限付き株式であっても取締役会の決議で足りる）。
- 利益分配、議決権分配も、出資割合とは切り離して自由に認められる（非公開会社たる株式会社では機関設計は自由だが、株主平等原則がある。旧有限会社とも異なる）。

### 合同会社として固有の特徴
以下の点は、合名会社・合資会社とは異なる。
- 社員は全て有限責任社員であり（576条第4項）、また社員は間接有限責任のみを負う（580条第2項。株式会社、旧有限会社）。
- 各社員は出資義務を負い、信用や労務の出資は認められておらず、また設立の登記をする時までに全額払い込みを要する（578条。株式会社、旧有限会社）。
  - 社員になろうとする者は、原則として定款の作成後、合同会社の設立の登記をする時までに、その出資に係る金銭の全額を払い込み、またはその出資に係る金銭以外の財産の全部を給付しなければならない（578条）。
- 持分の払戻しは請求できず、また、退社に際しての払戻しは規制される（632条。株式会社、旧有限会社）。
- 持分の全部または一部を譲り受けることができず、取得した場合には、消滅する（587条）。
- 任意清算が認められない（668条1項。合名・合資会社と異なり無限責任社員がおらず、債権者保護手続が必要となるため）。

### 設立費用
合同会社の設立費用は約10万円である。また「電子定款」を使えば6万円で設立できる（定款認証手数料が最低3万円、登録免許税が最低6万円など）。
比較として、株式会社の設立費用は約24万円である。

### 資本金
資本金は1円でも認められている。また合同会社には株式がない。したがって株式を上場することはできない。

### 合同会社の代表者
合同会社の代表者は「代表社員」である。一方、株式会社の場合は「代表取締役」である。

### 決算
合同会社には決算の公告義務がない。一方、株式会社の場合は決算の公告義務がある。

### 社会保険
合同会社は社会保険の加入が義務である。（株式会社も同じく社会保険の加入が義務である）

### 税金
合同会社には、法人税、法人住民税、法人事業税、消費税がかかる。

### 法人課税
アメリカでLLCが数多く設立されるようになった大きな理由の一つは法人課税があげられる、パススルー課税とは、法人の所得ではなく出資者の所得に課税する税制であり、アメリカのLLC（米国合同会社）は、法人課税とパススルー課税を選択できる。同時期に導入された類似の制度で、法人格はないがパススルー課税が認められるものに、日本版LLPとされる有限責任事業組合がある。合同会社でパススルー課税を実現するために、匿名組合と組み合わせてGK-TKスキームが用いられる。
米国税法では、旧有限会社と同じくパススルー課税の対象となる法人格であるため、有限会社法の廃止以降に設立された米国企業の日本法人は、法人格として合同会社を選択することが多い。すでに株式会社として存在する米国企業の日本法人や、買収した子会社・関連会社を、合同会社に改組や新設合併する事例も存在する。
現在、日本の税制では、株式会社と合同会社にかかる税金は同じである。

## 社員

### 社員の種類

#### 代表社員・職務執行者
合同会社の経営トップは「代表社員」である。代表社員は合同会社の業務を執行し、合同会社を代表する。ただし、定款または定款の定めに基づく社員の互選によって業務を執行する社員の中から会社を代表する社員を定めることも可能である。この代表社員は、株式会社における「代表取締役兼株主」に相当する。定款に定めることによって、代表社員から法人代表者（会長、社長、理事長など）を定めることができる。
法人が代表社員となることも可能である。この場合、法人は職務執行者を置かなければならない。

#### 業務執行社員
持分会社の社員は原則として業務を執行する。ただし、定款の定めによって業務を執行する社員「業務執行社員」を限定することも可能である。株式会社（取締役会非設置会社）における取締役兼株主に相当する。
法人が代表社員となる場合の職務執行者は、業務執行社員たる法人が実務を行う自然人を定めたものであり、業務執行社員とは別物である。

#### 社員（上記以外）
定款の定めによって業務を執行する社員を限定した場合のそれ以外の社員は、定款には記載されるが、登記事項ではないため登記簿には載らない。株式会社における株主に相当する。

#### 加入と退社
社員が新しく合同会社に加入する時には、出資によるものと持分譲渡によるものがある。社員が退社する時は、任意退社と法定退社の類型がある。

## 電子定款の活用
合同会社は、設立手続きの時、公証人による認証が不要で、費用面の負担を安くすることができる。一方、株式会社等を設立する場合は、公証人による認証が必要である。
会社を設立する際に最初に作成する定款が「原始定款」である。通常の書類で「定款」を作成して法務局へ提出すると、印紙税法により定款に収入印紙4万円の貼付を要する。しかし、合同会社を設立する時は、「電子定款」で作成すると、課税文書である（紙ベースの）定款の作成がないため収入印紙4万円が不要となる。その結果、合同会社を6万円で設立できる。
電子定款は電子署名が必要である。行政書士や司法書士、弁護士に依頼して、定款の電子署名を利用する事例が多い。この際、定款の作成、電子署名、登記手続を一括して依頼することが一般的だが、自身で定款を作成して電子署名のみを依頼し、以後の登記手続を自身で行うこともできる。電子署名はICカードリーダーと電子証明書付き住民基本台帳カードまたは個人番号カードがあれば社員本人が実行可能で、全てを自身で実行可能である。
電子定款は、PDFファイルの形式で作成される。従前はフロッピーディスクまたはISO9660レベル1で記録したCD-Rの媒体での提出であったが、現在はオンラインで提出する。
設立登記申請の際は、定款そのものに貼付する収入印紙（前述の通り、紙ベースの定款の場合のみ）の他に、登録免許税として収入印紙6万円を要するが、電子定款による申請も免除されない。登記申請をオンラインで行う場合、2013年（平成25年）3月31日までは租税特別措置法第84条の5により3,000円が減額された。
株式会社に比べ資本金の絶対額が低額であることが多いので、電子定款を活用する合同会社の申請比率は高い。

## 合同会社の例
日本における合同会社は、外資系企業現地法人に当たる単独出資会社（完全子会社）に多く、株式会社等から改組された事例も多い。ビジネスモデル上単体での上場を考慮する必要がないこと、株式会社と比較してランニングコストが安価であること、本国法人が監査を受ければ日本法人の監査が不要であること、BtoC取引が多く「株式会社」形態であることによる信用力にこだわる必要がないことなどが理由と考えられる。
また、匿名組合と組み合わせたGK-TKスキームで特定目的会社として使うことも多い。